# Локалита Пунта Сафо (Вибо Валенција)
Локалита Пунта Сафо је насеље у Италији у округу Вибо Валенција, региону Калабрија.
Према процени из 2011. у насељу је живело 47 становника. Насеље се налази на надморској висини од 17 м.